# Heavy
Heavy — дебютный студийный альбом американской рок-группы Iron Butterfly, выпущенный 22 января 1968 года. Большинство песен альбома выделяются поразительной простотой, основанной на двух-трёх гитарных риффах. Тексты песен также просты. Каждая песня содержит повторяющиеся строчки, за исключением треков «Unconscious Power» и «Gentle as it May Seem».
Первые два трека, «Possession» и «Unconscious Power», были выпущены в качестве отдельных синглов.
Вскоре после записи альбома группу покинули трое участников (Джерри Пенрод, Дэррел Делоуч и Дэнни Вейс), вынудив тем самым Дуга Ингла и Рона Буши найти им замену. Однако несмотря на всё это, альбом Heavy всё же сумел достичь коммерческого успеха, добравшись до 78-го места в чарте Billboard и в конечном итоге получить в США статус «золотого».
Вопреки многочисленным слухам, вокалист и перкуссионист Дэррилл Делоуч на альбоме Heavy, на самом деле, исполнил вокальные партии только к нескольким трекам. Вплоть до альбома Scorching Beauty все ведущие вокальные партии Iron Butterfly исполнял Дуг Ингл.

## Обложка
На обложке альбома изображены участники группы, которые вместе со своими инструментами стоят около большого памятника человеческому уху. Обложка была разработана дизайнером Армандо Бусичем и фотографом Джо Раветцом.

## Оценки
| Оценки критиков | Оценки критиков |
| Источник        | Оценка          |
| --------------- | --------------- |
| Allmusic        | [ 2 ]           |

Рецензент Allmusic Стивен Томас Эрлевайн дал альбому Heavy рейтинг в три с половиной из пяти звёзд. Он отметил, что большая часть альбома не особенно хорошо записана, но эта слабость чаще всего компенсируется громким звучанием группы.

## Список композиций
| №  | Название                    | Текст песни   | Музыка           | Ведущий вокал | Длительность |
| -- | --------------------------- | ------------- | ---------------- | ------------- | ------------ |
| 1. | «Possession»                | Дуг Ингл      | Дуг Ингл         | Ингл          | 2:45         |
| 2. | «Unconscious Power»         | Рон Буши      | Ингл, Дэнни Вейс | Ингл          | 2:32         |
| 3. | «Get Out of My Life, Woman» | Алан Тусан    | Алан Тусан       | Ингл          | 3:58         |
| 4. | «Gentle As It May Seem»     | Дэррил Делоач | Вейс             | Делоач        | 2:25         |
| 5. | «You Can't Win»             | Делоач        | Вейс             | Ингл          | 2:41         |

| №  | Название               | Текст песни | Музыка     | Ведущий вокал               | Длительность |
| -- | ---------------------- | ----------- | ---------- | --------------------------- | ------------ |
| 1. | «So-Lo»                | Делоач      | Ингл       | Делоач                      | 4:05         |
| 2. | «Look for the Sun»     | Делоач      | Ингл, Вейс | Пенрод, Делоач, Ингл        | 2:14         |
| 3. | «Fields of Sun»        | Делоач      | Ингл       | Ингл                        | 3:12         |
| 4. | «Stamped Ideas»        | Делоач      | Ингл       | Делоач                      | 2:08         |
| 5. | «Iron Butterfly Theme» | -           | Ингл       | инструментальная композиция | 4:34         |

## Синглы
Синглы, выпущенные в США
- «Unconscious Power» b/w «Possession»
- «Iron Butterfly Theme», «Possession» b/w «Get Out of My Life, Woman», «Unconscious Power» (Radio EP)

Синглы, выпущенные в других странах
- «Iron Butterfly Theme» b/w «So-Lo»

## Участники записи
- Дэррил Делоуч — тамбурин, бэк и ведущий вокал
- Дэнни Вейс — гитара
- Дуг Ингл — орган, ведущий и бэк-вокал
- Джерри Пенрод — бас-гитара, бэк и соведущий вокал
- Рон Буши — ударные, перкуссия